# Weißfußkaninchenratte
Die Weißfußkaninchenratte (Conilurus albipes) ist ein ausgestorbenes Nagetier aus der Gattung der Australischen Kaninchenratten innerhalb der Familie der Langschwanzmäuse.

## Merkmale
Die Weißfußkaninchenratte erreichte eine Kopf-Rumpf-Länge von 230 bis 260 mm, eine Schwanzlänge von 220 bis 240 mm, eine Hinterfußlänge von 45 bis 55 mm, eine Ohrenlänge von 25 bis 30 mm und ein Gewicht von ungefähr 200 g. Die Weibchen hatten zwei Brustzitzenpaare. Die Weißfußkaninchenratte war vom Körperbau her groß und robust. Der Kopf war breit und die Schnauze war kurz. Die Ohren waren lang und schmal. Die Oberseite war hell graubraun. Die Unterseite, einschließlich der Oberseite der Füße, war weiß. Der pelzige Schwanz war zweifarbig; dunkelbraun an der Oberseite und weißlich an der Unterseite. Die Schwanzspitze endete in einem Büschel aus schwarzen Haaren.

## Vorkommen und Lebensraum
Die Weißfußkaninchenratte bewohnte ursprünglich gemäßigtes Eukalyptenwaldland vom südöstlichen South Australia über New South Wales und Darling Downs im südöstlichen Queensland bis ins südwestliche Victoria.

## Lebensweise
Über die Lebensweise ist nur wenig bekannt. Die Art war nachtaktiv und lebte teilweise auf Bäumen. Tagsüber suchte sie in Baumhöhlen oder in den Hütten der Siedler Unterschlupf. Die Nester wurden im oberen Astwerk errichtet. Über das Fortpflanzungsverhalten existiert nur eine Portraitzeichnung, bei der es sich um ein Weibchen handelte, das drei Jungtiere bei sich hatte.

## Aussterben
Die Weißfußkanichenratte kam einst häufig vor. Örtlich drang sie bis in menschliche Siedlungen ein und richtete in den Lebensmittelläden Schäden an. Der letzte sichere Nachweis stammt aus dem Jahre 1845. Während einer intensiven Suche in Victoria in den Jahren 1860 bis 1862 wurde diese Art nicht mehr gesichtet. Vermutlich haben die Lebensraumvernichtung durch Weidevieh und Kaninchen sowie die Nachstellung durch Katzen zur Ausrottung der Weißfußkaninchenratte beigetragen.